# Sân bay quốc tế Ahmed Sékou Touré
Sân bay quốc tế Ahmed Sékou Touré (IATA: CKY, ICAO: GUCY), cũng gọi là Sân bay quốc tế Gbessia, là sân bay ở Conakry, thủ đô của Cộng hòa Guinea ở Tây Phi. Sân bay này có 2 nhà ga quốc tế và nội địa.
Sân đỗ xe cũng là một nơi sinh viên ưa thích đến để ôn thi vì ít nơi ở quốc gia này có nơi công cộng vào miễn phí và luôn có đèn điện chiếu sáng.

## Các hãng hàng không và các tuyến điểm
- Afrinat International Airlines (Accra, Bamako, Banjul, Dakar, Freetown)
- Air France (Paris-Charles de Gaulle)
- Air Ivoire (Abidjan, Bamako, Dakar)
- Air Senegal International (Dakar)
- Bellview Airlines (Abidjan, Lagos)
- Benin Golf Air (Abidjan, Bamako, Cotonou, Dakar)
- Brussels Airlines (Brussels)
- Compagnie Aerienne du Mali (Abidjan, Bamako, Brazaville, Dakar, Douala, Libreville, Paris-Orly)
- Elysian Airlines (Banjul, Freetown, Monrovia)
- Pacifica Airlines (Miami)
- Royal Air Maroc (Casablanca)
- Slok Air International (Abidjan, Banjul, Bamako, Dakar)
- Yamal Airlines (Bissau)